# Gurgesiella atlantica
Gurgesiella atlantica är en rockeart som först beskrevs av Bigelow och Schroeder 1962.  Gurgesiella atlantica ingår i släktet Gurgesiella och familjen egentliga rockor. IUCN kategoriserar arten globalt som otillräckligt studerad. Inga underarter finns listade i Catalogue of Life.